# Skullduggery (album)
Skullduggery è il nono album discografico in studio del gruppo musicale rock canadese/statunitense Steppenwolf, pubblicato nel 1976. Si tratta dell'ultimo album pubblicato sotto il nome Steppenwolf. In seguito la band assumerà il nome John Kay & Steppenwolf.

## Tracce
1. Skullduggery – 5:17 (Bobby Cochran)
2. (I'm a) Road Runner – 3:54 (Lamont Dozier, Edward Holland)
3. Rock and Roll Song – 3:09 (Valdy Horsdal)
4. Train of Thought – 4:43 (Alan O'Day)

1. Life Is a Gamble – 3:24 (Cochran, Harry Garfield)
2. Pass It On – 4:46 (Jean Watt)
3. Sleep – 3:47 (George Biondo)
4. Lip Service – 5:26 (Biondo, Cochran, Wayne Cook)

## Formazione
- John Kay - voce, chitarra
- Bobby Cochran - chitarra, cori
- Wayne Cook - tastiere
- George Biondo - basso, cori
- Jerry Edmonton - batteria